# Pennella hawaiiensis
Pennella hawaiiensis is een eenoogkreeftjessoort uit de familie van de Pennellidae. De wetenschappelijke naam van de soort is voor het eerst geldig gepubliceerd in 1974 door Kazachenko & Kurochkin.